# Notothenia neglecta
Notothenia neglecta és una espècie de peix pertanyent a la família dels nototènids.

## Descripció
- Pot arribar a fer 45 cm de llargària màxima.
- Coloració més espectacular en comparança amb altres nototènids.
- 3-7 espines i 37-40 radis tous a l'aleta dorsal i cap espina i 27-32 radis tous a l'anal.
- Aleta caudal subtruncada o lleugerament arrodonida en el cas dels adults i emarginada en el dels joves.
- Els joves presenten una taca negra a l'extrem distal de l'aleta pectoral.[6][7]

## Alimentació
Menja crustacis i peixos.

## Hàbitat
És un peix d'aigua marina, bentopelàgic i de clima polar que viu entre 1 i 95 m de fondària (normalment, entre 1 i 90).

## Distribució geogràfica
Es troba a l'oceà Antàrtic: les costes de l'Antàrtida (incloent-hi la península Antàrtica), de Geòrgia del Sud i de les illes Shetland del Sud, Òrcades del Sud i Pere I.

## Observacions
És inofensiu per als humans.